# Armenisch-japanische Beziehungen

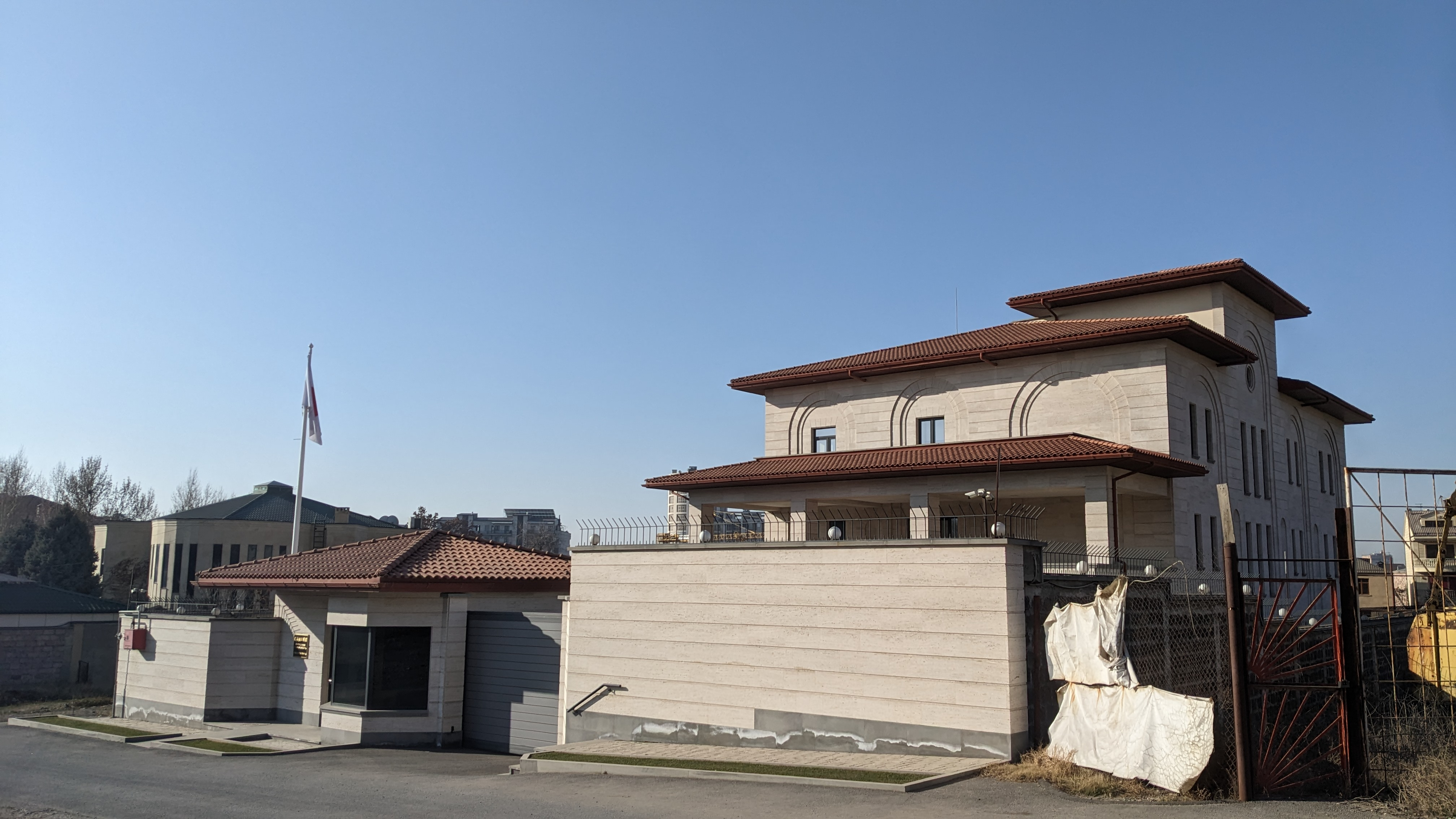
Japanische Botschaft in Jerewan

Armenisch-japanische Beziehungen beschreiben die bilateralen Beziehungen zwischen Armenien und Japan, welche am 7. September 1992 aufgenommen wurden.
Der ehemalige Präsident Armeniens Robert Kotscharjan stattete Japan im September 2001 einen offiziellen Besuch ab, in dessen Rahmen er sich mit dem Kaiser und dem Premierminister Japans traf. Zu diesem Anlass verkündete er, dass Armenien so bald wie möglich eine Botschaft in Tokio etablieren wolle.

## Geschichte
Aufgrund der Bemühungen von Diana Abgar wurde Japan am 22. Juli 1920 eine der ersten Nationen, die die Unabhängigkeit der Republik Armenien anerkannte.
In einem Schreiben von Hamo Ohandschanjan, dem damaligen Außenminister der Republik Armenien, wurde Abgar “für ihre Verteidigung der Interessen des neugeborenen Vaterlandes…” zum Honorarkonsul Armeniens in Japan ernannt.
Durch den Einmarsch sowjetischer Truppen in Armenien und die darauffolgende Etablierung der Armenischen Sozialistischen Sowjetrepublik als Unionsrepublik der Sowjetunion liefen die Beziehungen zwischen den beiden Staaten für einen Großteil des 20. Jahrhunderts über Moskau ab. Nach dem Zerfall der Sowjetunion wurden die diplomatischen Beziehungen zwischen Japan und Armenien am 7. September 1992 wiederaufgenommen.
Armenien wurde in Japan zunächst durch dessen Botschaft in Peking und Japan in Armenien durch dessen Botschaft in Moskau vertreten. Am 13. Juli 2010 wurde die armenische Botschaft in Tokio eröffnet, die japanische Botschaft in Jerewan folgte zum 1. Januar 2015. Im Mai 2012 wurde Grant Pogosyan zum ersten armenischen Botschafter in Tokio ernannt.
Am 29. Juni 2017 verkündete der japanische Vizeaußenminister Motome Takisawa, dass die Visabestimmungen für armenische Staatsbürger ab dem 1. September 2017 gelockert werden würden. Am 31. August 2017 hob Armenien die Visumspflicht für japanische Staatsbürger auf.

## Völkermord an den Armeniern
Während des Ersten Weltkrieges kämpfte das Japanische Kaiserreich auf Seiten der Entente gegen die Mittelmächte, womit es sich auch mit dem Osmanischen Reich, dessen jungtürkische Regierung den Völkermord an den Armeniern zu verantworten hatte, im Krieg befand. Zur Rettung der Armenier organisierte unter anderem der japanische Unternehmer und Vizegraf Shibusawa Eiichi Hilfsmaßnahmen, aufgrund derer sich das armenische Volk noch heute an ihn erinnert.
Trotz dessen hat Japan den Völkermord an den Armeniern noch nicht als solchen anerkannt. Grund hierfür sind die Japanischen Kriegsverbrechen im Zweiten Weltkrieg, durch die eine offizielle Anerkennung des Völkermordes politische Repressalien mit sich bringen würde.